# Liga Puerto Rico 2019-20
La Liga Puerto Rico 2019-20 fue la edición número 2 de la Liga Puerto Rico. Comenzó el 19 de octubre de 2019 y culminó el 6 de agosto de 2020. El Metropolitan FA fue el primer campeón defensor. La pandemia del Covid-19 suspendió la liga y la Federación Puertorriqueña de Fútbol anunció que la temporada 2019-20 sería cancelada y no hubo campeón.

## Equipos participantes
En cursiva los equipos debutantes.
| Equipo             | Ciudad    |
| ------------------ | --------- |
| Academia Quintana  | San Juan  |
| Bayamón FC         | Bayamón   |
| Caguas Sporting FC | Caguas    |
| CB Junqueño        | Juncos    |
| Don Bosco FC       | San Juan  |
| GPS Puerto Rico    | Guaynabo  |
| Guaynabo Gol SC    | Guaynabo  |
| Leal Arecibo FC    | Arecibo   |
| Mayagüez FC        | Mayagüez  |
| Metropolitan FA    | San Juan  |
| Mirabelli SA       | San Juan  |
| Puerto Rico Sol    | Mayagüez  |
| Ramey SC           | Aguadilla |

## Tabla de posiciones
Actualizo el 9 de Marzo de 2020.
| Pos. | Equipo             | PJ | PG | PE | PP | GF | GC  | DG  | Pts. | Clasificado a |
| ---- | ------------------ | -- | -- | -- | -- | -- | --- | --- | ---- | ------------- |
| 1    | Bayamón FC         | 14 | 12 | 2  | 0  | 75 | 6   | +69 | 38   |               |
| 2    | Metropolitan FA    | 15 | 12 | 1  | 2  | 59 | 21  | +38 | 37   |               |
| 3    | GPS Puerto Rico    | 15 | 11 | 3  | 1  | 67 | 16  | +51 | 36   |               |
| 4    | Guaynabo Gol SC    | 16 | 10 | 0  | 6  | 41 | 34  | +7  | 30   |               |
| 5    | Mayagüez FC        | 16 | 8  | 3  | 5  | 41 | 19  | +22 | 27   |               |
| 6    | Don Bosco FC       | 15 | 8  | 2  | 5  | 37 | 34  | +3  | 26   |               |
| 7    | Caguas Sporting FC | 16 | 6  | 2  | 8  | 37 | 28  | +9  | 20   |               |
| 8    | Leal Arecibo FC    | 16 | 6  | 1  | 9  | 41 | 33  | +8  | 19   |               |
| 9    | Mirabelli SA       | 16 | 5  | 3  | 8  | 21 | 33  | -12 | 18   |               |
| 10   | Puerto Rico Sol    | 16 | 5  | 1  | 10 | 23 | 41  | -18 | 16   |               |
| 11   | Academia Quintana  | 15 | 3  | 3  | 9  | 28 | 51  | -22 | 12   |               |
| 12   | CB Junqueño        | 16 | 2  | 1  | 13 | 14 | 100 | -86 | 7    |               |
| 13   | Ramey SC           | 16 | 2  | 0  | 14 | 12 | 80  | -68 | 6    |               |